# فريدريك ويليام بورتون
فريدريك ويليام بورتون رسام إيرلندني ولد عام 1816 في مقاطعة كلير توفي عام 1900 في مدينة كينسينغتون لندن
.

## مناصب
مدير المتحف الوطني في لندن.

## أعمال
تعتبر لوحة لقاء على درج القلعة من أشهر أعماله

## معارض
أقيم له معرض في أيرلندا امتد من 25 تشرين الأول / أكتوبر 2017 - 14 كانون الثاني / يناير 2018.